# Baga, Tibet
Baga (kinesiska: 巴嘎, 巴嘎乡) är en socken i Kina. Den ligger i den autonoma regionen Tibet, i den sydvästra delen av landet, omkring 960 kilometer väster om regionhuvudstaden Lhasa.
Genomsnittlig årsnederbörd är 534 millimeter. Den regnigaste månaden är juli, med i genomsnitt 146 mm nederbörd, och den torraste är november, med 2 mm nederbörd.